# Колючещетинник длинношипый
Колючещетинник длинношипый, или Колючещетинник длинноколючковый (лат. Cenchrus longispinus), — вид травянистых растений рода Колючещетинник (Cenchrus) семейства Злаки (Poaceae).
Это сорное растение, включённое в перечень карантинных объектов Евразийского экономического союза. Является крайне опасным карантинным растением, которое может причинять вред культурным растениям в агроценозах, домашним животным — на пастбищах, человеку — в городской среде. В 2012 году ситуация с этим видом в России признана близкой к чрезвычайной.

## Ботаническое описание

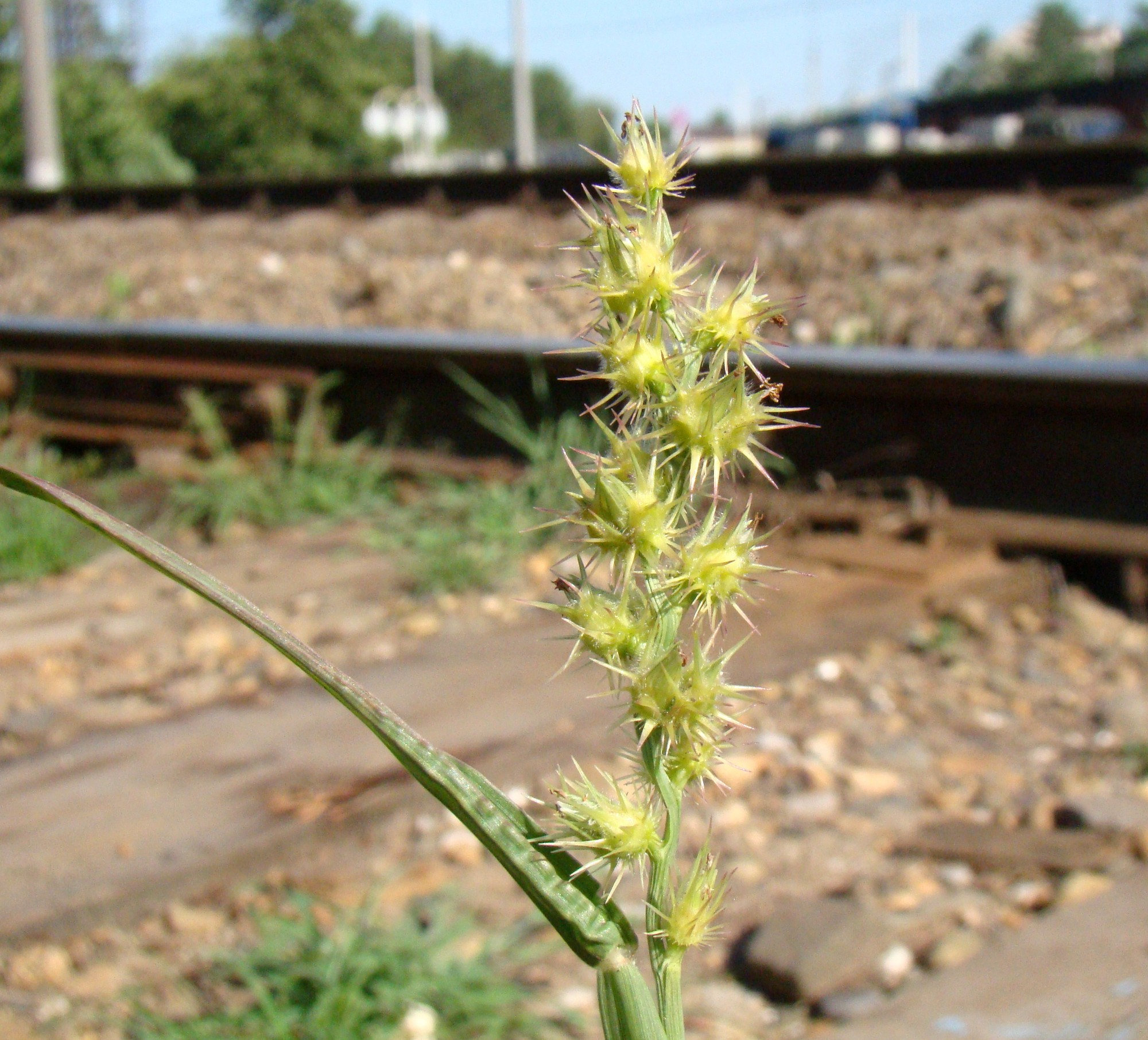
Соцветие

Однолетнее травянистое растение. Корень мочковатый, мелкоукореняющийся. стебли толстые, уплощенные, полуприподнятые, 20—120 см высотой, хорошо облиственны и могут укореняться в узлах. Листья гладкие, линейные, линейно-ланцетные или ланцетные, 5—12 см длиной и 2,5—5 мм шириной, свёрнутые, сверху заострённые. Влагалища листьев широкие, рыхлые, заходящие друг за друга, с хорошо заметным опушенным бахромчатым язычком, без ушек. У молодых растений листья мягкие и эластичные, у старых — жёсткие и грубые.
Соцветие — прерывистая метёлка, состоящая из 8—15 соплодий (содержащих по 1—3 колоска), усаженых многочисленными растопыренными, сросшимися у основания колючками. Окраска соплодий соломенно-жёлтая, жёлто-зёленая, иногда с пурпурным оттенком. Длина соплодий с колючками 10—11 мм, ширина около 10 мм, толщина 8—9 мм. Зерновки светло-жёлтого или светло-коричневого цвета, плоские, овальные, с плодовым рубчиком в виде небольшого чёрного пятнышка. Длина зерновок 2,1—3,5 мм, ширина 1,8—2,3 мм, толщина 1—1,4 мм. Зерновки прорастают внутри соплодия.

## Распространение и экология
Северная Америка. Это растение широко распространено в странах умеренного климата как сорное растение. Засоряет посевы пропашных, овощных и бахчевых культур, виноградники и сады. Известно, что растения вида способны произрастать в разных экологических условиях: в парках, цветниках, огородах, на речных и морских побережьях, на пастбищах. В местах распространения он часто приурочен к нарушенным местообитаниям. Вид предпочитает песчаные и супесчаные почвы засушливых степей, что является одним из факторов, ограничивающих его ареал. Сорняк чрезвычайно засухоустойчив и в засушливых условиях становится доминирующим видом в фитоценозах.
Колючещетинник длинношипый — активно распространяющийся сорняк. На территории стран бывшего СССР он был обнаружен в 1950 году на Украине. Занос семянок ценхруса произошел с семенным материалом (клевер и другие) с американского континента. На 2013 год им на Украине засорено 25 тыс. га (преимущественно в Херсонской области). В 1986 году был обнаружен в Молдавии.
В России был впервые зарегистрирован в 1991 году в Краснодарском крае, в 1995 году — в Ростовской области, в 2002 году — в Волгоградской области, в 2011 году — в Белгородской области. Ранее считалось, что сорняк может проникнуть на север до 47° с. ш., однако в опытах, проведённых в Новосибирской области, Алтайском крае, Воронеже, Курске, Пятигорске и Московской области, он проходил полный цикл развития и продуцировал жизнеспособные плоды. Исходя из этого, можно предположить, что потенциальный ареал сорняка на территории России может быть большим и доходить до 60° с. ш., охватывая основные регионы возделывания сельскохозяйственных культур.

### Биологические особенности
Растения достаточно плодовиты, одно растение за сезон, в зависимости от условий произрастания, может образовывать от 20 до 3000 зерновок. Зерновки, заключенные в колючую обертку, прорастают в течение ряда лет, образуя банк семян в почве. Жизнеспособность семян сохраняется не менее 5 лет. Обертки колючещетинника длинношипого обладают аллелопатическим потенциалом, так как содержат вещества, тормозящие прорастание семян других растений. В лабораторных опытах было установлено, что соплодия вида действовали отрицательно на прорастание и всхожесть семян кукурузы.
С начала появления всходов и до созревания семян растениям требуется в среднем 85 дней. При более поздних всходах сорняк развивается быстрее и проходит полный цикл за 60—68 дней. На всхожесть сорняка влияет глубина залегания семян в почве. Семена хорошо прорастают с глубины до 5—10 см; с глубины 15 см появляется 58,1 % всходов, 25 см — до 0,3 %. При глубине заделки в почву 30 см всходы не наблюдаются.
Всходы вида на юге России появляются со второй половины мая до середины июня. Фаза кущения наступает примерно через две недели после всходов. Фаза выхода в трубку отмечается во второй половине июня, колошение — в конце июня — начале июля, созревание семян — в конце июля — августе. Растения в разных стадиях развития в южных регионах можно обнаружить в период с конца мая до сентября.

## Значение

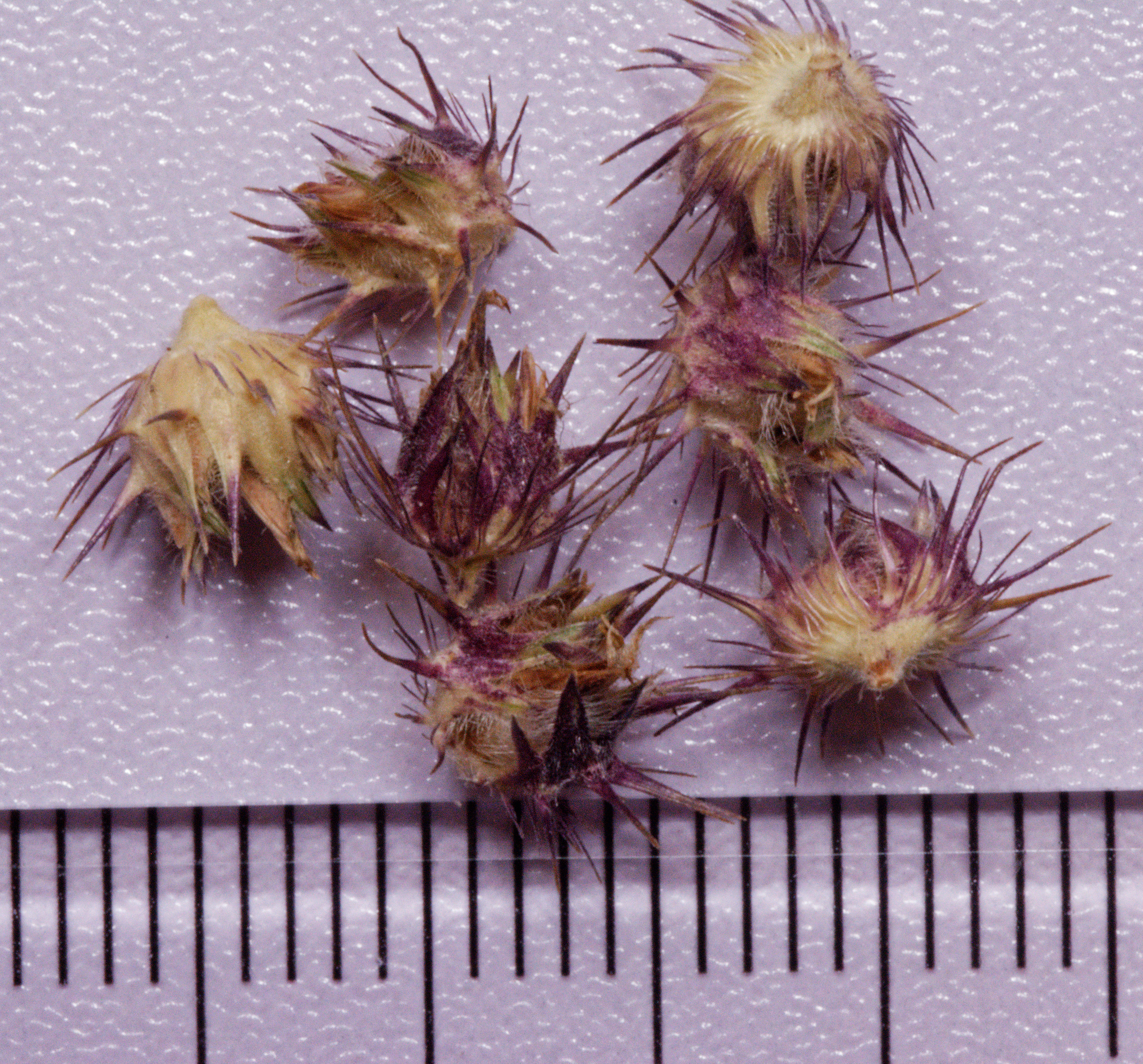
Соплодия

Вредоносность колючещетинника длинношипого связана с формированием колючих соплодий, которые при легком соприкосновении с шерстью животных или кожей человека, отделяются от материнского растения и вонзаются в живой объект. Колючки соплодия легко цепляются к колесам автотранспорта, одежде и обуви человека, шерсти и коже животных и таким путем распространяются в новые ареалы. На значительные расстояния соплодия разносятся с различными видами подкарантинной продукции — семенами, посадочным материалом; соевыми бобами и шротом, сеном, соломой, шерстью и шкурами, а также с почвой, песком и гравием. Большой урон он способен наносить на пастбищах — попадание колючих соплодий в корм крупного рогатого скота приводит к повреждению слизистой ротовой полости животных, вплоть до образования язв и опухолей. Его соплодия ухудшают техническое качество шерсти овец из-за невозможности её очистки. Сорняк опасен и для людей. Колючки протыкают кожу ног и рук, особенно во время уборки овощных и бахчевых культур. Ранки, образующиеся на коже после укола колючками, нарывают.
Колючещетинник длинношипый засоряет пропашные культуры (посевы кукурузы, подсолнечника и прочие), где его обилие может достигать 200 растений на 1 м², а потери урожая доходят до 35 %. Также в эксперименте было установлено, что в среднем на разных фонах засорённости снижение урожайности початков кукурузы варьировало от 22,8 до 45,1 %; кроме того, в период вегетации сорняк выносит из почвы значительно больше элементов минерального питания, чем кукуруза. Особенно опасен он в посевах арбуза, так как борьба с помощью культивации возможна только до образования видом стеблей, а в дальнейшем невозможна даже прополка.

### Меры борьбы
При выявлении небольшого изолированного очага колючещетинника длинношипого необходимы либо ручная прополка с последующим сжиганием растений сорняка, либо обработка гербицидами в фазе кущения. В данном случае скашивание малоэффективно, так как возможно отрастание новых стеблей сорняка от узла кущения. При выявлении ценхруса на значительной площади в посевах культур проводится глубокая вспашка сразу после уборки урожая, чтобы не допустить плодоношения сорняка; в севообороте используют озимую пшеницу, которая угнетает рост вида, и обработку гербицидами.

## Таксономия
Собранные в середине XX века на Украине образцы растений были определены как Cenchrus tribuloides. Позднее все находки этого таксона были переопределены под другим названием — Cenchrus pauciflorus. Причиной этого, по-видимому, было ознакомление ботаников с классической монографией знатока злаков США А. С. Хичкока. Обнаруженные на Украине растения полностью соответствовали морфологическим признакам Cenchrus pauciflorus.
При попытке провести ареалогический анализ С. Л. Мосякин столкнулся с обстоятельством, когда таксономическая и номенклатурная ситуация относительно распространенного на Украине и в других европейских странах вида оказалась достаточно запутанной. Для её прояснения он сравнил гербарные сборы на территории Украины с образцами, хранящимися в гербарии Миссурийского ботанического сада в США, где он работал, и установил, что все экземпляры, идентифицированные ранее под названием Cenchrus pauciflorus, на самом деле относятся к другому виду — Cenchrus longispinus (Hack.) Fernald (1943).

### Синонимы
- Cenchrus echinatus f. longispinus Hack. (1903)basionym
- Cenchrus echinatus var. longispinus (Hack.) Jansen & Wacht. (1949)
- Cenchrus pauciflorus var. longispinus (Hack.) Jansen & Wacht. (1949)
- Cenchrus pauciflorus auct. non Benth. [=Cenchrus spinifex Cav.] — Колючещетинник малоцветковый, или Ценхрус малоцветковый[19][20][21]
- Cenchrus tribuloides auct. non L.